# Proust contre Cocteau

Proust contre Cocteau est un essai de Claude Arnaud paru aux éditions Grasset en 2013.

## Résumé
Il s'agit d'une étude des rapports de Marcel Proust et de Jean Cocteau, à travers leur correspondance et leur filiation littéraire.